# Calau
Pour l’article homonyme, voir Friedrich August Calau.
Calau (en bas sorabe : Kalawa) est une ville du sud du Brandebourg en Allemagne, dans l'arrondissement de Haute-Forêt-de-Spree-Lusace, au sud de la forêt de la Sprée. 

## Géographie
La ville est située au milieu de la région de Basse-Lusace, à la lisière sud de la forêt de la Sprée. Calau se trouve à 25 kilomètres à l'ouest de Cottbus.
La gare de Calau représente un nœud ferroviaire relié aux lignes de Lübbenau à Kamenz et de Halle-sur-Saale à Cottbus. Elle est desservie par les trains Regional-Express et Regionalbahn. Une jonction avec la Bundesautobahn 13 (Berlin–Dresde) est située à quelques kilomètres au nord-ouest de la ville.

## Municipalités
Outre le centre-ville, les villages et localités suivants font partie de la municipalité de Calau : 
| - Bolschwitz - Buckow - Crapau (avec Radensdorf et Schrakau), - Gollmitz (avec Settinchen) - Groß Jehser (avec Erpitz et Mallenchen) - Groß Mehßow et Klein Mehßow | - Kemmen (avec Säritz et Schadewitz) - Mlode (avec Rochusthal) - Saßleben (avec Kalkwitz et Reuden) - Werchow (avec Cabel et Plieskendorf) - Zinnitz (avec Bathow). |

## Histoire
Faisant partie de la marche de Lusace, le lieu de Calowe est mentionné pour la première fois dans un acte promulgué par le margrave Henri l'Illustre le 6 octobre 1269.

## Démographie
- Développement de la population dans les limites actuelles. -- Ligne bleue: Population; Ligne pointillé: Comparaison avec le développement de Brandebourg -- Fond gris: Période du Troisième Reich; Fond rouge: Période du régime communiste de la RDA
- Évolution recente (ligne bleue) et prévisions sur l'effectif de résidents

| Année | Population |
| ----- | ---------- |
| 1875  | 7 359      |
| 1890  | 7 266      |
| 1910  | 7 536      |
| 1925  | 7 942      |
| 1933  | 8 028      |
| 1939  | 8 303      |
| 1946  | 11 148     |
| 1950  | 11 045     |
| 1964  | 11 155     |
| 1971  | 11 378     |

| Année | Population |
| ----- | ---------- |
| 1981  | 10 496     |
| 1985  | 10 638     |
| 1989  | 10 842     |
| 1990  | 10 710     |
| 1991  | 10 536     |
| 1992  | 10 495     |
| 1993  | 10 400     |
| 1994  | 10 393     |
| 1995  | 10 317     |
| 1996  | 10 218     |

| Année | Population |
| ----- | ---------- |
| 1997  | 10 156     |
| 1998  | 10 066     |
| 1999  | 9 961      |
| 2000  | 9 809      |
| 2001  | 9 680      |
| 2002  | 9 557      |
| 2003  | 9 429      |
| 2004  | 9 335      |
| 2005  | 9 222      |
| 2006  | 9 072      |

| Année | Population |
| ----- | ---------- |
| 2007  | 8 939      |
| 2008  | 8 813      |
| 2009  | 8 666      |
| 2010  | 8 522      |
| 2011  | 8 315      |
| 2012  | 8 152      |
| 2013  | 8 034      |
| 2014  | 7 922      |
| 2015  | 7 833      |
| 2016  | 7 836      |

| Année | Population |
| ----- | ---------- |
| 2017  | 7 789      |
| 2018  | 7 769      |
| 2019  | 7 720      |
| 2020  | 7 734      |

## Architecture

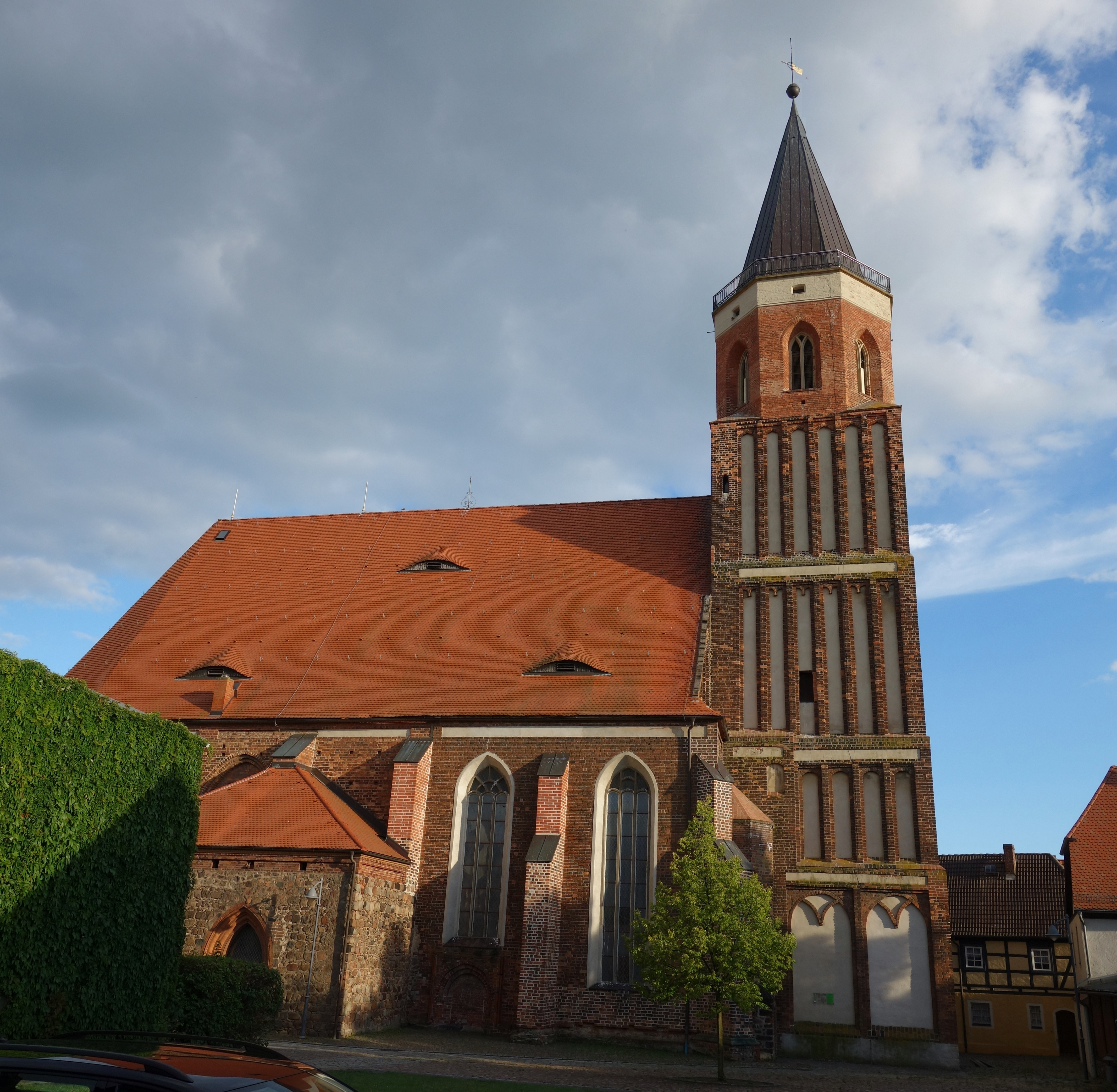
Église luthérienne.

- Église gothique (XIIIe siècle-XVe siècle).

## Jumelages
La ville de Calau est jumelée avec :
- Viersen (Allemagne) depuis 1991

## Personnalités
- Robert von Patow (1804-1890), homme politique né à Mallenchen.
- Joachim Gottschalk (1904-1941), acteur né à Calau.